# Geoff Neal
Geoffrey Charles Neal – amerykański zawodnik mieszanych sztuk walki (MMA) wagi półśredniej. Obecnie związany z Ultimate Fighting Championship (UFC).

## Życiorys
Neal urodził się w Austin, w stanie Teksas. Podczas nauki na prywatnym uniwersytecie Texas Lutheran grał w piłkę nożną. Nie spodobał mu się jednak tamtejszy program piłkarski i zaczął trenować w MMA pod okiem trenera Sayifa Sauda.

## Osiągnięcia
- Ultimate Fighting Championship
  - Bonus za występ wieczoru (dwa razy) vs. Niko Price i Vicente Luque
  - Bonus za walkę wieczoru (raz) vs. Szawkat Rachmonow
- MMA Junkie
  - 2019: Nagroda zawodnik roku